# Gobiomorphus basalis
Gobiomorphus basalis är en fiskart som först beskrevs av Gray 1842.  Gobiomorphus basalis ingår i släktet Gobiomorphus och familjen Eleotridae. IUCN kategoriserar arten globalt som sårbar. Inga underarter finns listade i Catalogue of Life.